# البتال
البتال (به آلمانی: Elbtal) یک شهر در آلمان است که در لیمبرگ-وایلبورگ واقع شده‌است. البتال ۲٬۵۲۵ نفر جمعیت دارد.